# Nunatak Kefren
El nunatak Kefren o cerro Mirador es un nunatak de 380 metros de altura, que se encuentra entre el monte Carroll y el pico Pirámide, en el sector norte de la península Tabarín, en el extremo noreste de la península Antártica. Se eleva 45 metros por encima del hielo en las nacientes del glaciar Kenney.

## Historia y toponimia
Cartografiado en 1955 por el British Antarctic Survey, se le aplicó un nombre descriptivo; «saddlestone», que es un término arquitectónico en idioma inglés (en castellano: muela) que hace referencia a la piedra que descansa sobre el pegollo y sirve como apoyo del tillau de la construcción. En publicaciones argentinas aparece con el nombre Cerro Mirador.

## Geología
Pertenece a la formación Hope Bay, del grupo Trinity Peninsula, a la que se atribuye una edad entre el Carbonífero superior y el Triásico.

## Reclamaciones territoriales
Argentina incluye al nunatak en el departamento Antártida Argentina dentro de la provincia de Tierra del Fuego, Antártida e Islas del Atlántico Sur; para Chile forma parte de la comuna Antártica de la provincia Antártica Chilena dentro de la Región de Magallanes y de la Antártica Chilena; y para el Reino Unido integra el Territorio Antártico Británico. Las tres reclamaciones están sujetas a las disposiciones del Tratado Antártico.
Nomenclatura de los países reclamantes: 
- Argentina: nunatak Kefren[1] o cerro Mirador[7][9]
- Chile: ¿?
- Reino Unido: The Saddlestone[7]